# Friedrich Ernst von Schwerin

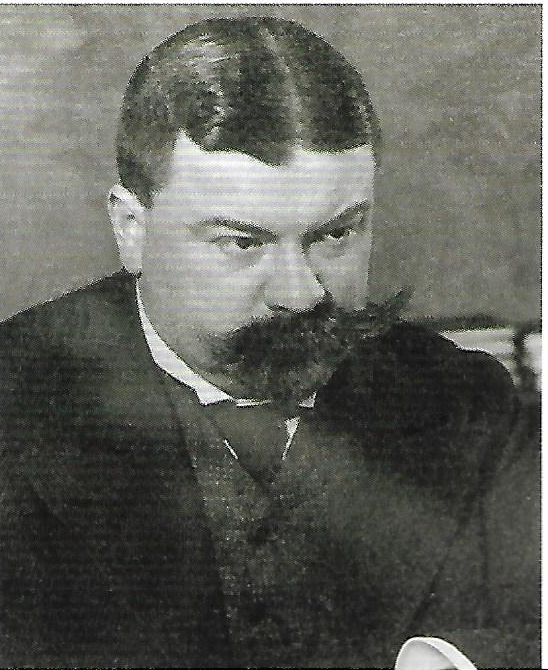
Friedrich Ernst von Schwerin (1863–1936)

Friedrich Ernst von Schwerin (* 4. Juni 1863 in Kattowitz; † 16. August 1936 in Berlin) war ein preußischer Beamter.

## Herkunft und Familie
Er entstammte dem mecklenburgischen und  pommerschen Uradelsgeschlecht von Schwerin. Der Vater war Alexander Magnus Cäsar Eduard Wilhelm von Schwerin, die Mutter Henriette Emilie Karoline (geb. Wittich).

## Leben und Wirken
Von Schwerin legte sein Reifezeugnis 1882 an der Ritterakademie in Liegnitz ab. Anschließend studierte er in Tübingen und Berlin Rechtswissenschaften und Staatswissenschaften. Während seines Studiums wurde er Mitglied beim Verein Deutscher Studenten Berlin. Nach der bestandenen Prüfung zum Gerichtsreferendar (1885) und Regierungsassessor (1891) diente er als Einjährig-Freiwilliger beim 2. Garde-Regiment zu Fuß und schied als Hauptmann der Reserve aus. Als Regierungsassessor arbeitete von Schwerin bei der Regierung in Bromberg und wurde 1891 an das Landratsamt in Stade überwiesen. In den folgenden Jahren wechselte er mehrfach den Dienstort und die Behörde. So war er unter anderem bei der Regierung in Köln, bei der Polizeidirektion und Regierung in Danzig tätig. Im Jahr 1898 wurde er zunächst kommissarisch und ab 1899 dann regulär Landrat des Kreises Tarnowitz. Im Jahr 1905 wurde von Schwerin zum Oberpräsidialrat in Münster ernannt. Im Jahr 1907 war er für einige Monate Regierungspräsident von Arnsberg, ehe er dasselbe Amt im Regierungsbezirk Oppeln übernahm. Im Jahr 1915 wurde von Schwerin schließlich Regierungspräsident in Potsdam und trat 1917 in den Ruhestand. Neben seiner unmittelbaren amtlichen Tätigkeit war er Kurator des hygienischen Instituts in Beuthen.

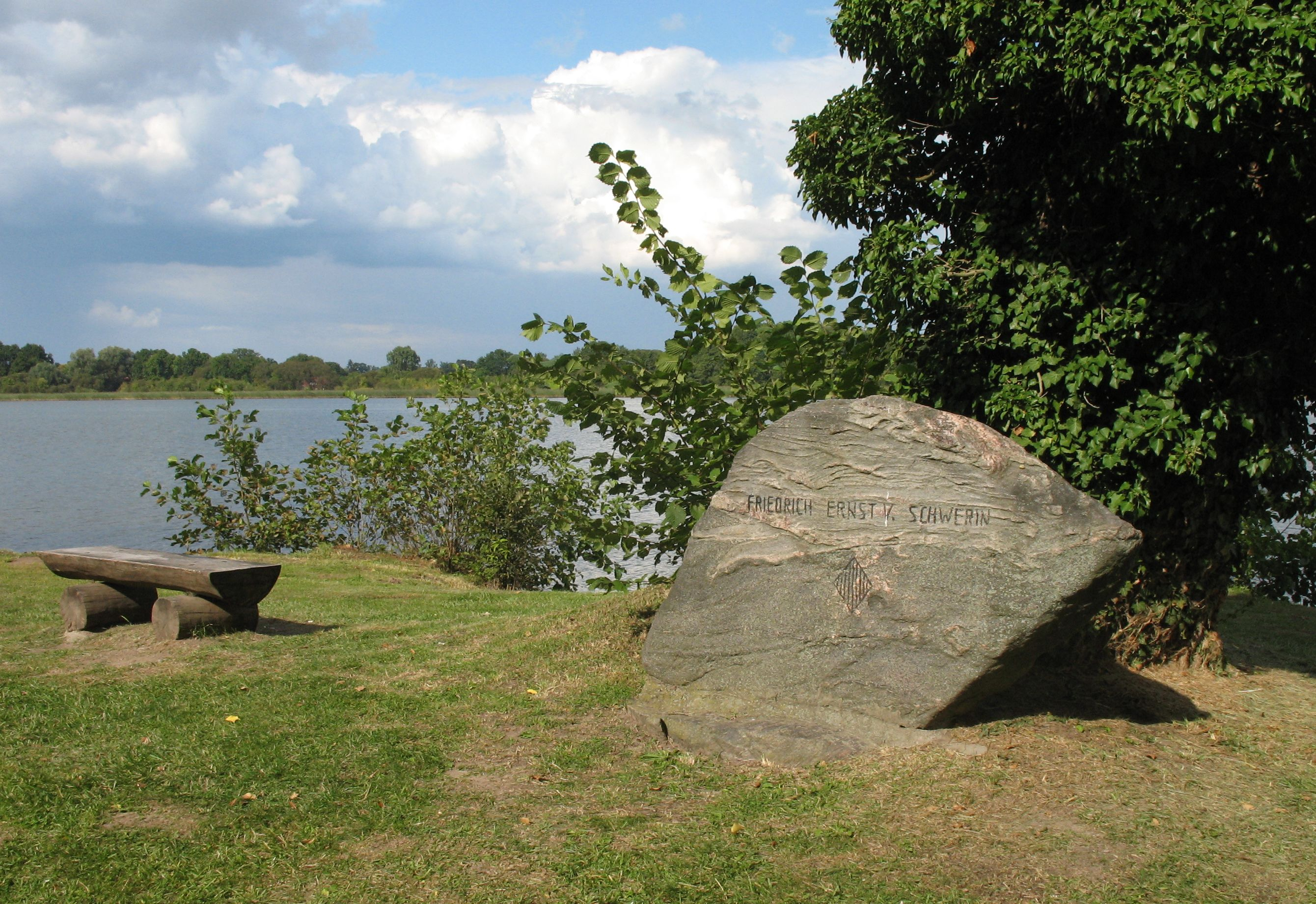
Gedenkstein in Wustrau

## Ehrungen
Von Schwerin erhielt verschiedene Orden und andere staatliche Ehrungen und war Ehrenbürger von Oppeln.

## Veröffentlichungen
- Die Förderung der inneren Kolonisation in der Provinz Brandenburg, insbesondere durch Ausdehnung der Tätigkeit der „Landgesellschaft Eigene Scholle“ auf den Bezirk Potsdam, 1911
- gemeinsam mit Albrecht Freiherr von Houwald: Adelsbuch und Familienverbände. In: „Deutsches Adelsblatt“, XXXVIII. Jahrgang, Berlin 1920, Seite 277–283 (mit Mustersatzung adeliger Familienverbände)